# Colli del Trasimeno bianco Vin Santo
Il Colli del Trasimeno bianco Vin Santo è un vino DOC la cui produzione è consentita nella provincia di Perugia.

## Caratteristiche organolettiche
- colore: dal paglierino all'ambrato, con riflesso dorato
- odore: etereo, intenso caratteristico
- sapore: tipico, persistente, armonico

## Abbinamenti gastronomici
Si consiglia con piatti a base di pesce e con gli antipasti:
- bagnet verd: acciughe dissalate in salsa verde [1]
- acciughe sotto sale, dissalate e poste sott'olio
- pasta d'acciughe

## Produzione
Provincia, stagione, volume in ettolitri
- nessun dato disponibile